# Ỡ
Ỡ (minuscule : ỡ), appelé O cornu tilde, est une lettre latine utilisée dans l’écriture du vietnamien.
Il s’agit de la lettre O diacritée d’une corne et d’un tilde.

## Représentations informatiques
Le O cornu tilde peut être représenté avec les caractères Unicode suivants : 
- précomposé (latin étendu additionnel)[1] :

| formes    | représentations | chaînes de caractères | points de code | descriptions                          |
| --------- | --------------- | --------------------- | -------------- | ------------------------------------- |
| capitale  | Ỡ               | Ỡ                     | U+1EE0         | lettre majuscule latine o cornu tilde |
| minuscule | ỡ               | ỡ                     | U+1EE1         | lettre minuscule latine o cornu tilde |

- décomposé et normalisé NFD (latin de base, diacritiques) :

| formes    | représentations | chaînes de caractères | points de code       | descriptions                                                  |
| --------- | --------------- | --------------------- | -------------------- | ------------------------------------------------------------- |
| capitale  | Ỡ               | O◌̛◌̃                   | U+004F U+031B U+0303 | lettre majuscule latine o diacritique cornu diacritique tilde |
| minuscule | ỡ               | o◌̛◌̃                   | U+006F U+031B U+0303 | lettre minuscule latine o diacritique cornu diacritique tilde |